# Jarebkowica
Jarebkowica (bułg. Яребковица) – wieś w zachodniej Bułgarii, w obwodzie sofijskim, w gminie Samokow. Wieś znajduje się górach Weriła. W 1946 roku liczyła 537 mieszkańców, natomiast obecnie miejscowość jest opustoszała.